# Кубок России по кёрлингу среди женщин 2010
Кубок России по кёрлингу среди женщин 2010 проводился с 27 по 31 октября 2010 года в городе Тверь. Турнир проводился в ??-й раз.
В турнире принимало участие 16 команд.
Обладателями Кубка стала команда «ЭШВСМ "Москвич-2"» (Москва; скип Людмила Прививкова), победившая в финале команду «Москвич» (Москва; скип Виктория Макаршина). Третье место заняла команда «ЭШВСМ "Москвич-1"» (Москва; скип Анна Сидорова).

## Формат соревнований
Команды разбиваются на 2 группы (А — команды из Высшей лиги А сезона 2010—2011, Б — из Высшей лиги Б) по 8 команд, где играют друг с другом по круговой системе в один круг. При равенстве количества побед команды ранжируются между собой по результату личной встречи. Затем 4 команды (занявшие 3 высших места в группе А и 1-е место в группе Б) выходят в плей-офф, где играют по олимпийской системе. Сначала команды встречаются в полуфиналах; победители полуфиналов в финале разыгрывают 1-е и 2-е места, проигравшие в полуфиналах разыгрывают между собой 3-е и 4-е места. В итоговой классификации команды, не вышедшие в плей-офф, ранжируются по месту, занятому в группе (сначала 5 команд из группы А, затем 7 команд из группы Б). Все матчи проводятся в 8 эндов.

## Команды
|          | Команда                       | Скип                 | Третий              | Второй               | Первый              | Запасной             |
| -------- | ----------------------------- | -------------------- | ------------------- | -------------------- | ------------------- | -------------------- |
| Группа А |                               |                      |                     |                      |                     |                      |
| А1       | Москва-2                      | Евгения Дёмкина      | Валерия Шелкова     | Екатерина Кузьмина   | Рената Нуркаева     |                      |
| А2       | ЭШВСМ «Москвич-2» (Москва)    | Людмила Прививкова   | Маргарита Фомина    | Екатерина Антонова   | Екатерина Галкина   |                      |
| А3       | СКА-1 (Санкт-Петербург)       | Яна Некрасова        | Наталья Эверт       | Яна Голобородько     | Светлана Фильчакова |                      |
| А4       | Сборная Челябинской области-1 | Дарья Ященко         | Елена Жучкова       | Анна Кунцева         | Наталья Зайцева     | Антонина Редреева    |
| А5       | Московская область (Дмитров)  | Татьяна Смирнова     | Татьяна Лукина      | Анастасия Скултан    | Юлия Сторожева      | Анна Грецкая         |
| А6       | СКА-2 (Санкт-Петербург)       | Виктория Моисеева    | Оксана Гертова      | Олеся Глущенко       | Мария Дуюнова       | Алёна Борисова       |
| А7       | ЭШВСМ «Москвич-1» (Москва)    | Анна Сидорова        | Нкеирука Езех       | Ольга Зябликова      | Галина Арсенькина   |                      |
| А8       | Москвич (Москва)              | Виктория Макаршина   | Александра Саитова  | Анна Лобова          | Надежда Лепезина    |                      |
| Группа Б |                               |                      |                     |                      |                     |                      |
| Б1       | Москва-1                      | Алина Биктимирова    | Ольга Лаврова       | Анастасия Прокофьева | Мария Бакшеева      | Юлия Светова         |
| Б2       | Сборная Челябинской области-2 | Юлия Коваленко       | Оксана Богданова    | Эжен Колчевская      | Динара Байгунина    | Анастасия Лапушкина  |
| Б3       | УОР №2 (Санкт-Петербург)      | Светлана Яковлева    | Ирина Фёдорова      | Мария Рустамова      | Олеся Колесникова   | Анастасия Брызгалова |
| Б4       | Янтарь (Калининград)          | Юлия Портунова (4-й) | Алиса Трегуб        | Галина Бралюк (скип) | Сусанна Гефель      | Екатерина Шарапова   |
| Б5       | СДЮСШОР г. Дмитрова           | Марина Калинина      | Анастасия Москалёва | Марина Веренич       | Дарья Морозова      | Марина Вдовина       |
| Б6       | Лесгафтовец (Санкт-Петербург) | Алина Ковалёва       | Ульяна Васильева    | Елена Ефимова        | Юлия Задорожная     | Юлия Волоскова       |
| Б7       | ШВСМ ЗВС (Санкт-Петербург)    | Ника Моисеева        | Наталья Швец        | Ксения Ковшова       | Ксения Восько       | Алёна Борисова       |
| Б8       | ЮНИОН (Москва)                | Ксения Левицкая      | Виктория Осьминина  | Елена Биктимирова    | Наталья Хвацкая     |                      |

## Результаты соревнований
Время начала матчей указано по местному времени (UTC+3).

### Групповой этап

#### Группа A
|    | Команда                            | А1   | А2  | А3  | А4  | А5   | А6   | А7  | А8  | В | П | Место |
| -- | ---------------------------------- | ---- | --- | --- | --- | ---- | ---- | --- | --- | - | - | ----- |
| А1 | Москва-2 (Дёмкина)                 | *    | 3:8 | 6:7 | 2:8 | 9:8  | 3:12 | 2:9 | 1:6 | 1 | 6 | 8     |
| А2 | ЭШВСМ «Москвич-2» (Прививкова)     | 8:3  | *   | 8:5 | 7:3 | 9:2  | 9:1  | 8:7 | 7:4 | 7 | 0 | 1     |
| А3 | СКА-1 (Некрасова)                  | 7:6  | 5:8 | *   | 9:2 | 2:9  | 7:4  | 3:7 | 4:5 | 3 | 4 | 4     |
| А4 | Сб. Челябинской области-1 (Ященко) | 8:2  | 3:7 | 2:9 | *   | 3:9  | 3:6  | 7:5 | 2:9 | 2 | 5 | 7     |
| А5 | Московская область (Смирнова)      | 8:9  | 2:9 | 9:2 | 9:3 | *    | 3:12 | 3:9 | 4:7 | 2 | 5 | 6     |
| А6 | СКА-2 (В. Моисеева)                | 12:3 | 1:9 | 4:7 | 6:3 | 12:3 | *    | 2:9 | 6:8 | 3 | 4 | 5     |
| А7 | ЭШВСМ «Москвич-1» (Сидорова)       | 9:2  | 7:8 | 7:3 | 5:7 | 9:3  | 9:2  | *   | 7:2 | 5 | 2 | 2     |
| А8 | Москвич (Макаршина)                | 6:1  | 4:7 | 5:4 | 9:2 | 7:4  | 8:6  | 2:7 | *   | 5 | 2 | 3     |

#### Группа Б
|    | Команда                               | Б1  | Б2   | Б3  | Б4   | Б5   | Б6   | Б7   | Б8   | В | П | Место |
| -- | ------------------------------------- | --- | ---- | --- | ---- | ---- | ---- | ---- | ---- | - | - | ----- |
| Б1 | Москва-1 (Биктимирова)                | *   | 8:4  | 9:4 | 3:6  | 9:5  | 5:3  | 8:1  | 6:9  | 5 | 2 | 2     |
| Б2 | Сб. Челябинской области-2 (Коваленко) | 4:8 | *    | 5:9 | 1:9  | 1:11 | 4:10 | 6:7  | 6:8  | 0 | 7 | 8     |
| Б3 | УОР №2 (Яковлева)                     | 4:9 | 9:5  | *   | 5:6  | 7:3  | 3:6  | 8:5  | 5:7  | 3 | 4 | 5     |
| Б4 | Янтарь (Бралюк)                       | 6:3 | 9:1  | 6:5 | *    | 9:3  | 6:7  | 7:4  | 10:4 | 6 | 1 | 1     |
| Б5 | СДЮСШОР г. Дмитрова (Калинина)        | 5:9 | 11:1 | 3:7 | 3:9  | *    | 8:4  | 12:4 | 4:11 | 3 | 4 | 6     |
| Б6 | Лесгафтовец (Ковалёва)                | 3:5 | 10:4 | 6:3 | 7:6  | 4:8  | *    | 9:2  | 9:2  | 5 | 2 | 3     |
| Б7 | ШВСМ ЗВС (Н. Моисеева)                | 1:8 | 7:6  | 5:8 | 4:7  | 4:12 | 2:9  | *    | 9:8  | 2 | 5 | 7     |
| Б8 | ЮНИОН (Левицкая)                      | 9:6 | 8:6  | 7:5 | 4:10 | 11:4 | 2:9  | 8:9  | *    | 4 | 3 | 4     |

     Проходят в плей-офф

### Плей-офф
|  | Полуфиналы | Полуфиналы                     | Полуфиналы                     | Полуфиналы                     | Полуфиналы                     | Полуфиналы                     | Полуфиналы                     | Полуфиналы                     | Полуфиналы                     | Полуфиналы |                                |                                | Финал                          | Финал                          | Финал                          | Финал                          | Финал                          | Финал                          | Финал                          | Финал                        | Финал                        | Финал |
|  |            |                                |                                |                                |                                |                                |                                |                                |                                |            |                                |                                |                                |                                |                                |                                |                                |                                |                                |                              |                              |       |
|  | А-1        | ЭШВСМ «Москвич-2» (Прививкова) | ЭШВСМ «Москвич-2» (Прививкова) | ЭШВСМ «Москвич-2» (Прививкова) | ЭШВСМ «Москвич-2» (Прививкова) | ЭШВСМ «Москвич-2» (Прививкова) | ЭШВСМ «Москвич-2» (Прививкова) | ЭШВСМ «Москвич-2» (Прививкова) | ЭШВСМ «Москвич-2» (Прививкова) | 6          |                                |                                |                                |                                |                                |                                |                                |                                |                                |                              |                              |       |
|  | А-1        | ЭШВСМ «Москвич-2» (Прививкова) | ЭШВСМ «Москвич-2» (Прививкова) | ЭШВСМ «Москвич-2» (Прививкова) | ЭШВСМ «Москвич-2» (Прививкова) | ЭШВСМ «Москвич-2» (Прививкова) | ЭШВСМ «Москвич-2» (Прививкова) | ЭШВСМ «Москвич-2» (Прививкова) | ЭШВСМ «Москвич-2» (Прививкова) | 6          |                                |                                |                                |                                |                                |                                |                                |                                |                                |                              |                              |       |
|  | Б-1        | Янтарь (Бралюк)                | Янтарь (Бралюк)                | Янтарь (Бралюк)                | Янтарь (Бралюк)                | Янтарь (Бралюк)                | Янтарь (Бралюк)                | Янтарь (Бралюк)                | Янтарь (Бралюк)                | 4          |                                |                                |                                |                                |                                |                                |                                |                                |                                |                              |                              |       |
|  |            |                                |                                |                                |                                |                                |                                |                                |                                |            | ЭШВСМ «Москвич-2» (Прививкова) | ЭШВСМ «Москвич-2» (Прививкова) | ЭШВСМ «Москвич-2» (Прививкова) | ЭШВСМ «Москвич-2» (Прививкова) | ЭШВСМ «Москвич-2» (Прививкова) | ЭШВСМ «Москвич-2» (Прививкова) | ЭШВСМ «Москвич-2» (Прививкова) | ЭШВСМ «Москвич-2» (Прививкова) | ЭШВСМ «Москвич-2» (Прививкова) | 9                            |                              |       |
|  |            |                                |                                |                                |                                |                                |                                |                                |                                |            | ЭШВСМ «Москвич-2» (Прививкова) | ЭШВСМ «Москвич-2» (Прививкова) | ЭШВСМ «Москвич-2» (Прививкова) | ЭШВСМ «Москвич-2» (Прививкова) | ЭШВСМ «Москвич-2» (Прививкова) | ЭШВСМ «Москвич-2» (Прививкова) | ЭШВСМ «Москвич-2» (Прививкова) | ЭШВСМ «Москвич-2» (Прививкова) | ЭШВСМ «Москвич-2» (Прививкова) | 9                            |                              |       |
|  |            |                                |                                |                                |                                |                                |                                |                                |                                |            |                                |                                | Москвич (Макаршина)            | Москвич (Макаршина)            | Москвич (Макаршина)            | Москвич (Макаршина)            | Москвич (Макаршина)            | Москвич (Макаршина)            | Москвич (Макаршина)            | Москвич (Макаршина)          | Москвич (Макаршина)          | 5     |
|  | А-2        | ЭШВСМ «Москвич-1» (Сидорова)   | ЭШВСМ «Москвич-1» (Сидорова)   | ЭШВСМ «Москвич-1» (Сидорова)   | ЭШВСМ «Москвич-1» (Сидорова)   | ЭШВСМ «Москвич-1» (Сидорова)   | ЭШВСМ «Москвич-1» (Сидорова)   | ЭШВСМ «Москвич-1» (Сидорова)   | ЭШВСМ «Москвич-1» (Сидорова)   | 2          |                                |                                | Москвич (Макаршина)            | Москвич (Макаршина)            | Москвич (Макаршина)            | Москвич (Макаршина)            | Москвич (Макаршина)            | Москвич (Макаршина)            | Москвич (Макаршина)            | Москвич (Макаршина)          | Москвич (Макаршина)          | 5     |
|  | А-2        | ЭШВСМ «Москвич-1» (Сидорова)   | ЭШВСМ «Москвич-1» (Сидорова)   | ЭШВСМ «Москвич-1» (Сидорова)   | ЭШВСМ «Москвич-1» (Сидорова)   | ЭШВСМ «Москвич-1» (Сидорова)   | ЭШВСМ «Москвич-1» (Сидорова)   | ЭШВСМ «Москвич-1» (Сидорова)   | ЭШВСМ «Москвич-1» (Сидорова)   | 2          |                                |                                |                                |                                |                                |                                |                                |                                |                                |                              |                              |       |
|  | А-3        | Москвич (Макаршина)            | Москвич (Макаршина)            | Москвич (Макаршина)            | Москвич (Макаршина)            | Москвич (Макаршина)            | Москвич (Макаршина)            | Москвич (Макаршина)            | Москвич (Макаршина)            | 8          |                                |                                |                                |                                |                                |                                |                                |                                |                                |                              |                              |       |
|  | А-3        | Москвич (Макаршина)            | Москвич (Макаршина)            | Москвич (Макаршина)            | Москвич (Макаршина)            | Москвич (Макаршина)            | Москвич (Макаршина)            | Москвич (Макаршина)            | Москвич (Макаршина)            | 8          |                                |                                |                                |                                |                                |                                |                                |                                |                                |                              |                              |       |
|  |            |                                |                                |                                |                                |                                |                                |                                |                                |            |                                |                                | Матч за 3-е место              |                                |                                |                                |                                |                                |                                |                              |                              |       |
|  |            |                                |                                |                                |                                |                                |                                |                                |                                |            |                                |                                |                                |                                |                                |                                |                                |                                |                                |                              |                              |       |
|  |            |                                |                                |                                |                                |                                |                                |                                |                                |            |                                |                                |                                |                                |                                |                                |                                |                                |                                |                              |                              |       |
|  |            |                                |                                |                                |                                |                                |                                |                                |                                |            |                                |                                |                                |                                |                                |                                |                                |                                |                                |                              |                              |       |
|  |            |                                |                                |                                |                                |                                |                                |                                |                                |            |                                |                                | Янтарь (Бралюк)                | Янтарь (Бралюк)                | Янтарь (Бралюк)                | Янтарь (Бралюк)                | Янтарь (Бралюк)                | Янтарь (Бралюк)                | Янтарь (Бралюк)                | Янтарь (Бралюк)              | Янтарь (Бралюк)              | 2     |
|  |            |                                |                                |                                |                                |                                |                                |                                |                                |            |                                |                                | Янтарь (Бралюк)                | Янтарь (Бралюк)                | Янтарь (Бралюк)                | Янтарь (Бралюк)                | Янтарь (Бралюк)                | Янтарь (Бралюк)                | Янтарь (Бралюк)                | Янтарь (Бралюк)              | Янтарь (Бралюк)              | 2     |
|  |            |                                |                                |                                |                                |                                |                                |                                |                                |            |                                |                                | ЭШВСМ «Москвич-1» (Сидорова)   | ЭШВСМ «Москвич-1» (Сидорова)   | ЭШВСМ «Москвич-1» (Сидорова)   | ЭШВСМ «Москвич-1» (Сидорова)   | ЭШВСМ «Москвич-1» (Сидорова)   | ЭШВСМ «Москвич-1» (Сидорова)   | ЭШВСМ «Москвич-1» (Сидорова)   | ЭШВСМ «Москвич-1» (Сидорова) | ЭШВСМ «Москвич-1» (Сидорова) | 7     |
|  |            |                                |                                |                                |                                |                                |                                |                                |                                |            |                                |                                | ЭШВСМ «Москвич-1» (Сидорова)   | ЭШВСМ «Москвич-1» (Сидорова)   | ЭШВСМ «Москвич-1» (Сидорова)   | ЭШВСМ «Москвич-1» (Сидорова)   | ЭШВСМ «Москвич-1» (Сидорова)   | ЭШВСМ «Москвич-1» (Сидорова)   | ЭШВСМ «Москвич-1» (Сидорова)   | ЭШВСМ «Москвич-1» (Сидорова) | ЭШВСМ «Москвич-1» (Сидорова) | 7     |

Полуфиналы. 31 октября, 12:00
| Площадка B                     | 1 | 2 | 3 | 4 | 5 | 6 | 7 | 8 | Всего |
| Янтарь (Бралюк)                | 1 | 0 | 1 | 0 | 0 | 1 | 0 | 1 | 4     |
| ЭШВСМ «Москвич-2» (Прививкова) | 0 | 1 | 0 | 2 | 1 | 0 | 2 | 0 | 6     |

| Площадка C                   | 1 | 2 | 3 | 4 | 5 | 6 | 7 | 8 | Всего |
| Москвич (Макаршина)          | 3 | 1 | 0 | 2 | 0 | 1 | 0 | 1 | 8     |
| ЭШВСМ «Москвич-1» (Сидорова) | 0 | 0 | 0 | 0 | 2 | 0 | 0 | 0 | 2     |

Матч за 3-е место. 31 октября, 14:45
| Площадка C                   | 1 | 2 | 3 | 4 | 5 | 6 | 7 | 8 | Всего |
| Янтарь (Бралюк)              | 1 | 0 | 0 | 1 | 0 | 0 | 0 | X | 2     |
| ЭШВСМ «Москвич-1» (Сидорова) | 0 | 2 | 1 | 0 | 1 | 2 | 1 | X | 7     |

Финал. 31 октября, 14:45
| Площадка B                     | 1 | 2 | 3 | 4 | 5 | 6 | 7 | 8 | Всего |
| Москвич (Макаршина)            | 0 | 0 | 0 | 0 | 2 | 0 | 3 | 0 | 5     |
| ЭШВСМ «Москвич-2» (Прививкова) | 1 | 0 | 0 | 3 | 0 | 4 | 0 | 1 | 9     |

### Итоговая классификация
| Место | Команда                       | Скип               | И | В | П | МГ  |
| ----- | ----------------------------- | ------------------ | - | - | - | --- |
| 1     | ЭШВСМ «Москвич»-2             | Людмила Прививкова | 9 | 9 | 0 | А-1 |
| 2     | Москвич (Москва)              | Виктория Макаршина | 9 | 6 | 3 | А-3 |
| 3     | ЭШВСМ «Москвич»-1             | Анна Сидорова      | 9 | 6 | 3 | А-2 |
| 4     | Янтарь (Калининград)          | Галина Бралюк      | 9 | 6 | 3 | Б-1 |
| 5     | СКА-1 (Санкт-Петербург)       | Яна Некрасова      | 7 | 3 | 4 | А-4 |
| 6     | СКА-2 (Санкт-Петербург)       | Виктория Моисеева  | 7 | 3 | 4 | А-5 |
| 7     | Московская область (Дмитров)  | Татьяна Смирнова   | 7 | 2 | 5 | А-6 |
| 8     | Сборная Челябинской области-1 | Дарья Ященко       | 7 | 2 | 5 | А-7 |
| 9     | Москва-2                      | Евгения Дёмкина    | 7 | 1 | 6 | А-8 |
| 10    | Москва-1                      | Алина Биктимирова  | 7 | 1 | 6 | Б-2 |
| 11    | Лесгафтовец (Санкт-Петербург) | Алина Ковалёва     | 7 | 5 | 2 | Б-3 |
| 12    | ЮНИОН (Москва)                | Ксения Левицкая    | 7 | 4 | 3 | Б-4 |
| 13    | УОР №2 (Санкт-Петербург)      | Светлана Яковлева  | 7 | 3 | 4 | Б-5 |
| 14    | СДЮСШОР г. Дмитрова           | Марина Калинина    | 7 | 3 | 4 | Б-6 |
| 15    | ШВСМ ЗВС (Санкт-Петербург)    | Ника Моисеева      | 7 | 2 | 5 | Б-7 |
| 16    | Сборная Челябинской области-2 | Юлия Коваленко     | 7 | 0 | 7 | Б-8 |